# Austropallene gracilipes
Austropallene gracilipes is een zeespin uit de familie Callipallenidae. De soort behoort tot het geslacht Austropallene. Austropallene gracilipes werd in 1944 voor het eerst wetenschappelijk beschreven door Gordon. 